# Asparagus scandens
Asparagus scandens är en sparrisväxtart som beskrevs av Carl Peter Thunberg. Asparagus scandens ingår i släktet sparrisar, och familjen sparrisväxter. Inga underarter finns listade i Catalogue of Life.

## Bildgalleri

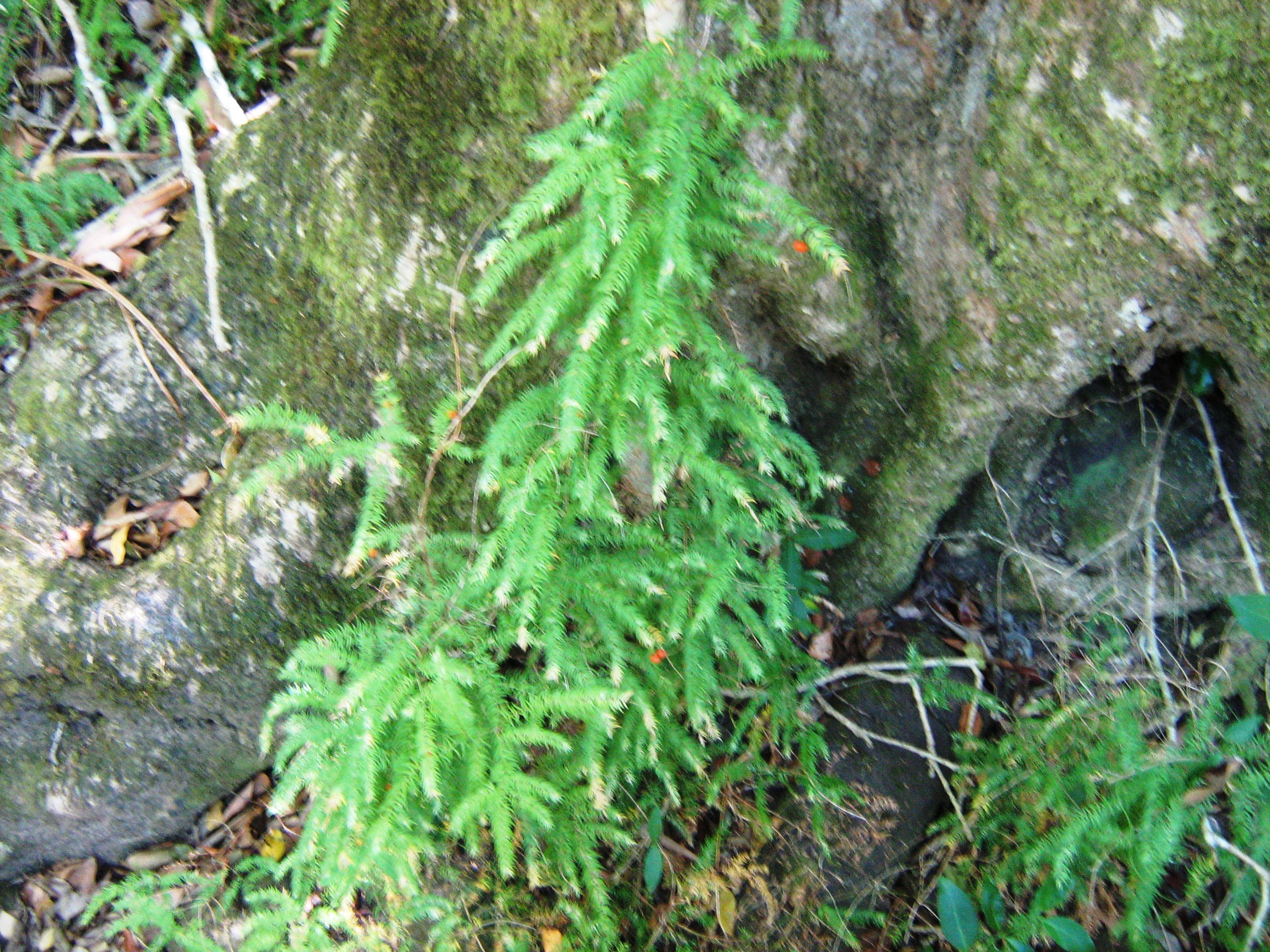
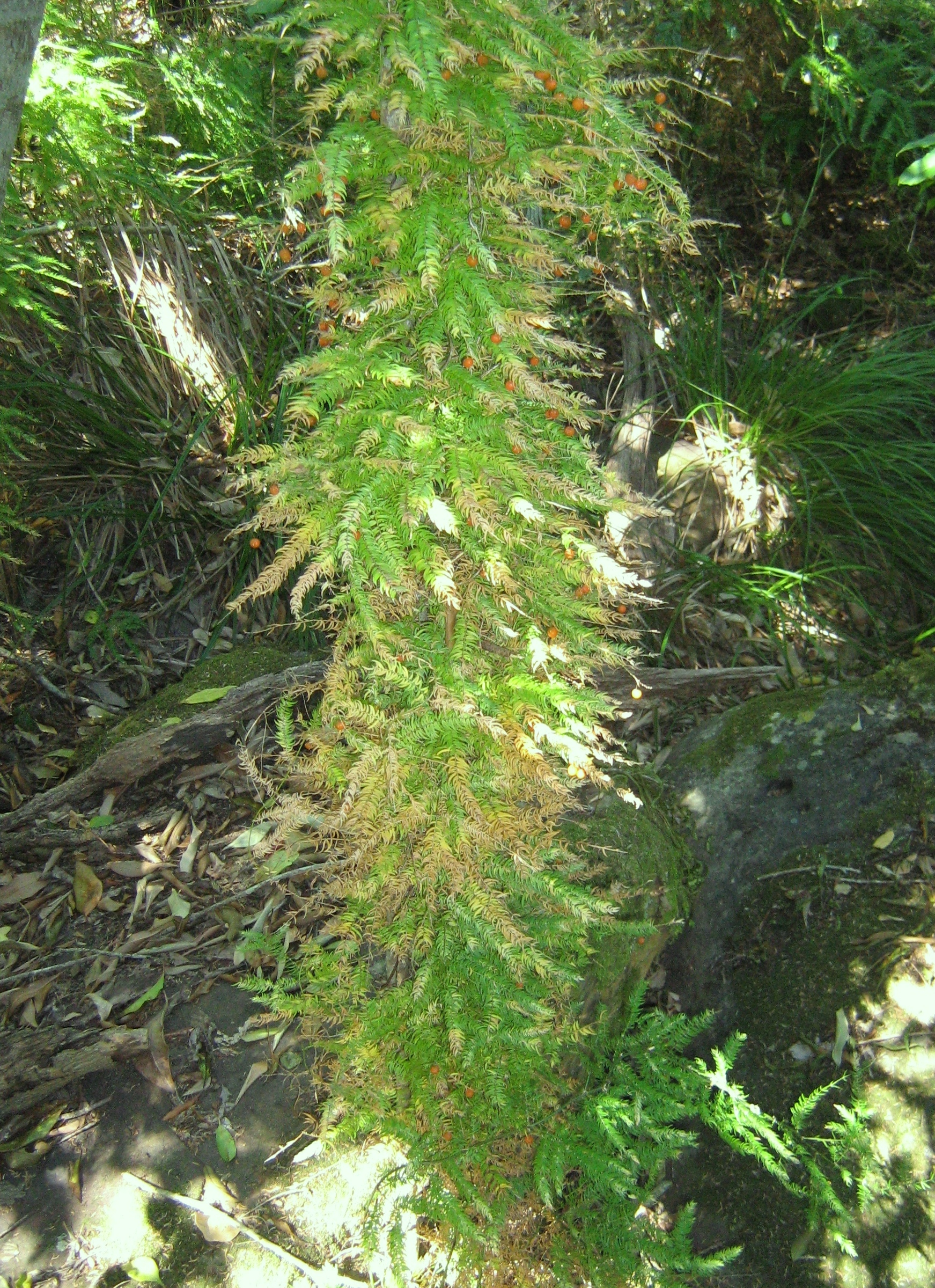
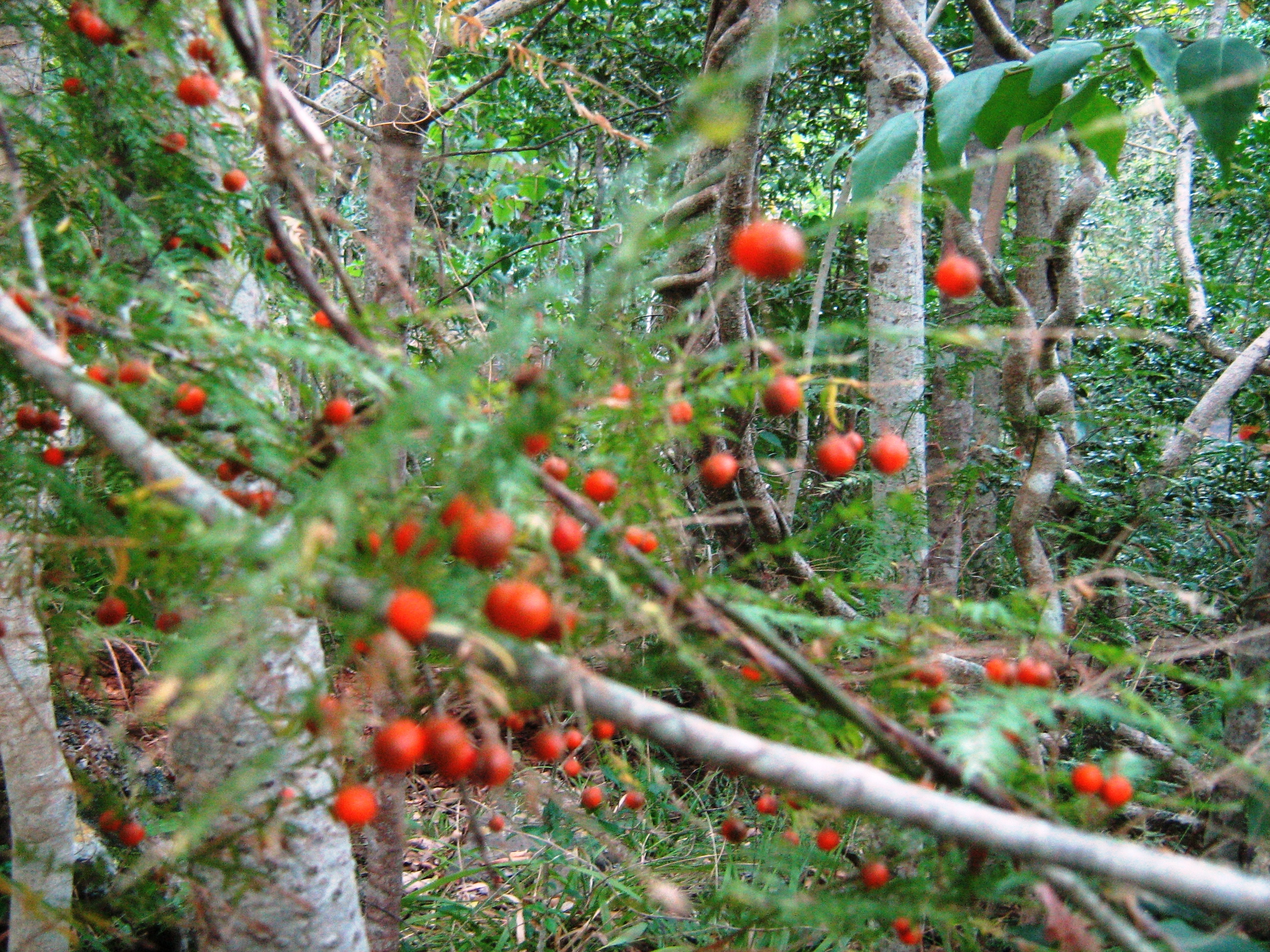
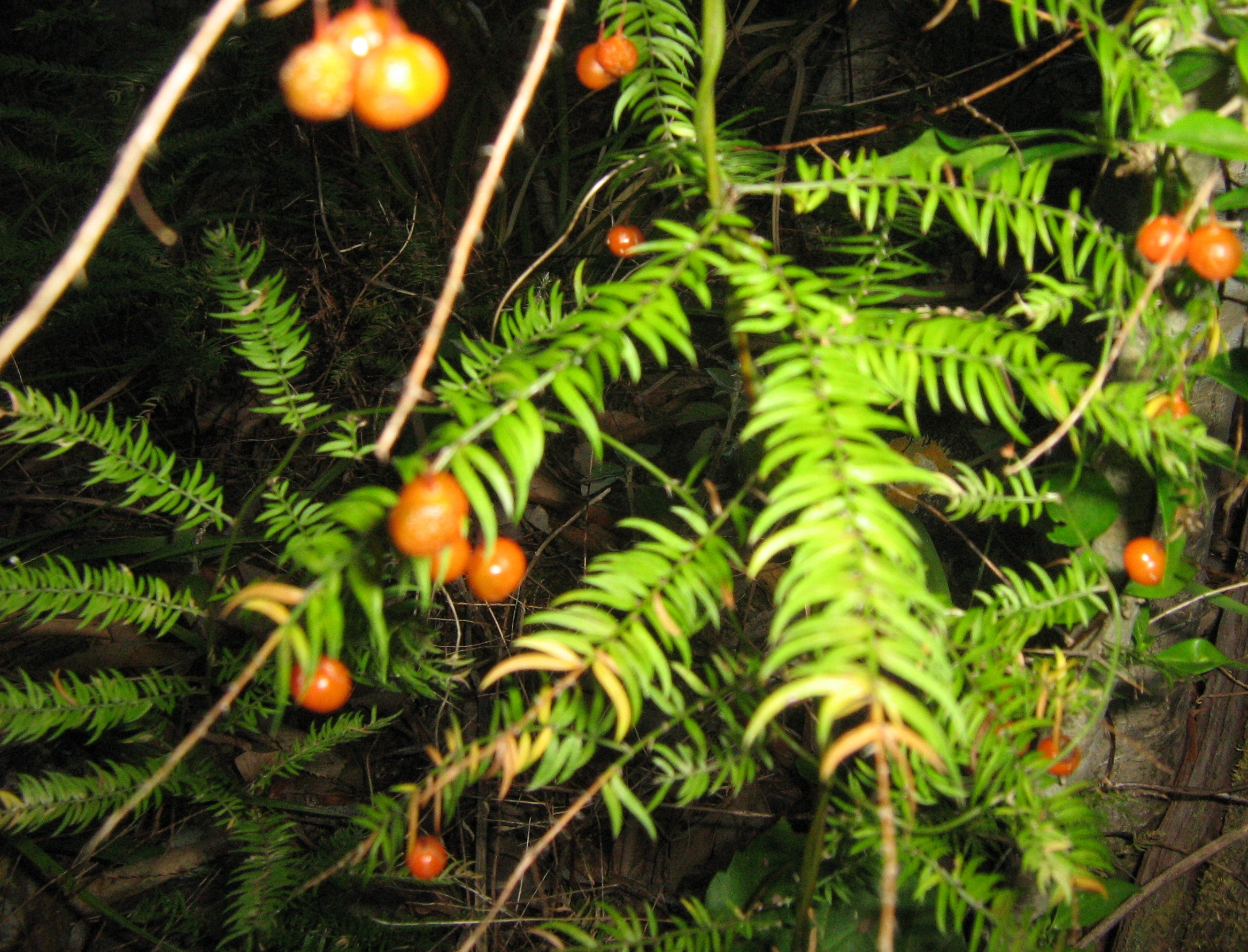